# Biskopsskrud

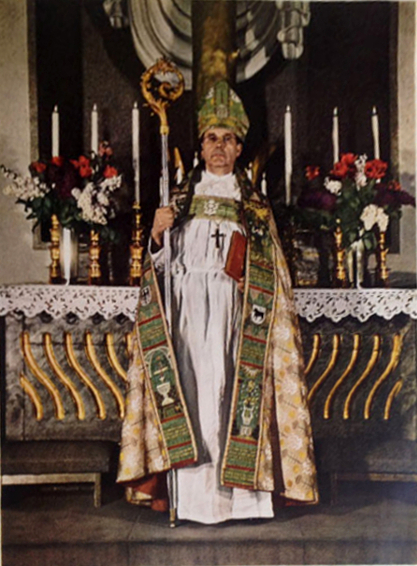
Biskop Arvid Runestam i mitra och korkåpa samt med stav

Biskopsskrud är biskopens liturgiska dräkt. Ibland räknas även andra biskopliga insignier till dräkten.
Inom Svenska kyrkan räknas korkåpan och mitran till biskopsdräkten. Ett guldkors att bäras runt halsen (biskopskors eller pectorale) infördes 1805 som biskopstecken att bäras till vanlig prästerlig dräkt, men räknas numera inte till den liturgiska dräkten. Ärkebiskopen bar då ett guldkors med strålkrans som saknades hos övriga biskopars. Mitran kom i bruk omkring år 1000. Den avskaffades genom Uppsala mötes beslut men återinfördes på 1700-talet. Traditionellt har biskoparna brukat mitra, korkåpa och stav när de utövar vanlig prästerlig tjänst.
Främst inom romersk-katolska kyrkan förekommer även pontifikalstrumpor, pontifikalskor (liturgiska skor), pontifikalhandskar och biskopsring (annulus). Ärkebiskopar inom romersk-katolska kyrkan bär även ett pallium. Inom romersk-katolska kyrkan har ibland även dalmatika, stola, handlin (manipel), halslin (amictus) och röklin ingått i biskopsskruden.
Inom den rysk-ortodoxa kyrkan brukar biskopen i liturgin en livrock (sakkos) och över detta ett omorfiom som närmast motsvarar västkyrkans pallium.
Inom västliga kyrkan fungerar kräklan som ett biskopligt insignium. I romersk-katolska kyrkan förekommer även ett processionskors som bärs före biskopen.